# توماس هاجسکین
توماس هاجسکین (Thomas Hodgskin)‏ (۱۲ دسامبر ۱۷۸۷ – ۲۱ اوت ۱۸۶۹)، یک نویسنده سوسیالیست انگلیسی در زمینه اقتصاد سیاسی، نقد بر کاپیتالیسم و مدافع تجارت آزاد و اتحادیه‌های اولیه تجاری بود. در اواخر قرن ۱۹ و اوایل قرن ۲۰، اصطلاح سوسیالیست تمام مخالفین کاپیتالیسم که در آن زمان به عنوان یک نظام سیاسی تفسیر شده بر اساس امتیازات برای صاحبان سرمایه، را دربر می‌گرفت.

## زندگی‌نامه
هاجسکین در چاتهام، کنت، از پدری که در اسکله دریایی چاتهام کار می‌کرد، متولد شده و در سن ۱۲ سالگی به نیروی دریایی پیوست. او در سال‌هایی که جنگ دریایی با فرانسه اتفاق افتاد، به سرعت به رتبه لومری بریدمن ترفیع نمود. به دنبال شکست دریایی فرانسه در جنگ ترافالگار، فرصت‌های پیشرفت بسته شد و هاجسکین به‌صورت فزاینده‌ای با مافوق‌های خود با مشکلات انضباطی برخورد، نهایتاً منجر به دادگاهی شدن و اخراج او در سال ۱۸۱۲ میلادی شد. این امر باعث شد تا اولین کتاب او، مقاله‌ای در مورد انضباط نیروی دریایی (۱۸۱۳)، یک نقد کوبنده از رژیم استبدادی وحشی که در آن زمان در نیروی دریایی وجود داشت، انجام شود.
او برای تحصیل وارد دانشگاه ادنبورگ شده و بعداً در سال ۱۸۱۵ میلادی به لندن آمد و وارد حلقه فایده‌گرایی اطراف فرانسس پلیس، جیرمی بنتهام و جیمز میل شد. او با حمایت آن‌ها پنج سال بعدی خود را در یک برنامه سفر و مطالعه در اروپا صرف کرد که منتج به کتاب دوم به نام سفر در شمال آلمان (۱۸۲۰) شد. او در سال ۱۸۱۹ میلادی با الیزا هگویش در ادنبورگ ازدواج کرد.
هاجسکین پس از سه سال در ادنبورگ در سال ۱۸۲۳ میلادی به عنوان یک ژورنالیست به لندن بازگشت. او که در میان دیگران از جین باپتیست سی متأثر شده بود، دیدگاه‌های اقتصاد سیاسی‌اش از فایده‌گرایی اورتودوکسی دیوید ریکاردو و میل دور شد. در طول مناقشات پیرامون قوانین پارلمانی که اولاً ترکیب کارگران قانونی شده و بعداً ممنوع قرار گرفت (قانون ترکیب ۱۷۹۹ را ببینید)، میل و ریکاردو طرف‌دار ممنوعیت بودند، در حالی‌که هاجسکین از حق سازمان‌دهی آن حمایت می‌کرد. او از نظریهٔ ارزش کار ریکاردو برای تقبیح استملاک بخش اعظم ارزش تولید شده توسط کار کارگران صنعتی استفاده کرده و آن را غیر مشروع خواند. او این دیدگاه‌ها را در یک سلسله لکچرها در مؤسسه مکانیک‌های لندن (که بعدها به برکبک، دانشگاه لندن تغییر نام یافت)، جاییکه با ویلیام تامپسون مناظره داشت، مطرح کرد. ویلیام تامپسون با او در نقد سلب مالکیت سرمایه‌داری، اما نه راه حل پیشنهادی، شریک بود. او نتایج این لکچرها و مناظره‌ها را تحت عنوان «دفاع کارگر در برابر ادعاهای کاپیتالیستی» (۱۸۲۵)، «اقتصاد سیاسی عمومی» (۱۸۲۷) و «تضاد حقوق طبیعی و مصنوعی مالکیت» (۱۸۳۲) چاپ نمود. عنوان «دفاع کارگر» در «دفاع تجارت» قبلی میل یک عیب بود و مخالفت او با میل را علامت می‌داد که در برابر کارمندان از کاپیتالیست‌ها طرف‌داری می‌کرد.
هرچند نقد او از تصاحب بخش اعظم ارزش تولید شده توسط کارمندان و کارفرمایان بر نسل‌های بعدی سوسیالیست‌ها، از جمله کارل مارکس تأثیر گذاشت، باورهای اساسی دئیستی هاجسکین، تولید و مبادله را بر مبنای نظریهٔ ارزش کار (رها شده از سلب مالکیت فرضی نامشروع از کرایه، سود و مفاد مالک) به عنوان بخشی از حق طبیعی، روابط مناسب جامعه که توسط خداوند مقرر شده‌است، در تضاد با تدبیرهای مصنوعی - منشأ ناهماهنگی‌ها و درگیری‌ها - شناسایی کرد. او کمونیسم اولیه ویلیام تامپسون و رابرت اوون را با همان توسل به حق طبیعی رد کرد.
هاجسکین در سال ۱۸۲۳ میلادی همراه با جوزف کلنتون رابرتسون مجله مکانیک را تأسیس کردند. در نسخه اکتبر ۱۸۲۳ مجله مکانیک، هاجسکین و فرانسس پلیس به مؤسسه مکانیک یک مانفیست نوشتند. این مؤسسه بیشتر یک مدرسه فنی خواهد بود، اما مکانی‌ست که در آن مطالعات عملی می‌تواند با تأمل عملی در مورد شرایط جامعه همراه می‌شود. جلسه افتتاحیه برای تأسیس مؤسسه مکانیک در سال ۱۸۲۳ میلادی برگزار شد، اما این ایده توسط افرادی با دیدگاه‌های کم‌تر رادیکال که نگران دیدگاه‌های اقتصادی غیرمتعارف هاجسکین بودند، از جمله جورج بیرکبک، یک معلم معروف از گلاسکو، پذیرفته شد.
او علی‌رغم شهرت بالایش در دوران پر آشوب انقلاب دهه ۱۸۲۰، پس از قانون اصلاحات ۱۸۳۲ به حوزه روزنامه‌نگاری ویگ بازگشت. هاجسکین دارای خانواده با هفت فرزند بود که باید از آن‌ها مراقبت می‌کرد. او مدافع تجارت آزاد شده و پانزده سال را در نوشتن The Economist سپری کرد. او همراه با مؤسس آن جیمز ویلسن و هربرت سپنسر جوان روی این مجله کار کرد. هاجسکین نابودی قوانین جواری را به عنوان اولین قدم در سقوط دولت می‌دید و آنارشیسم بازار آزاد او توسط بیشتر لیبرال‌های اتحادیه ضد قانون جواری به عنوان بسیار افراطی قلم‌داد شد. هاجسکین در سال ۱۸۵۷ میلادی The Economist را ترک کرد، اما کار کردن به عنوان ژورنالیست را برای باقیمانده عمرش تا زمان مرگ در سال ۱۸۶۹ میلادی ادامه داد.
هاجسکین در آنتی کاپیتالیسم، آنارشیسم فردگرایانه و سوسیالیسم آزادی خواهانه، پیشگام بود.